# Лунн (Норвегия)
Лунн (норв. Lund ) — коммуна в губернии Ругаланн в Норвегии. Административный центр коммуны — город Мой. Официальный язык коммуны — нейтральный. Население коммуны на 2016 год составляло 3243 человека. Площадь коммуны Лунн — 408,51 км², код-идентификатор — 1112. На территории коммуны частично расположен геопарк Magma Geopark.

## История населения коммуны
Население коммуны за последние 60 лет.

Статистика коммуны Лунн